# Paranco

Schema raffigurante l'impiego di un paranco

Il paranco è una macchina semplice per sollevare pesi che sfrutta l'azione di un insieme di carrucole per ridurre la forza necessaria al sollevamento.

## Tipi e funzionamento
Il paranco può avere azionamento manuale, elettrico o pneumatico.
Nel design più semplice, detto paranco semplice o taglia, sono presenti due bozzelli: un bozzello fisso e un bozzello mobile, ciascuno provvisto di una o più carrucole folli. Il sollevamento è svolto tirando una fune o una catena che scorre tra le gole delle carrucole.
Nel cosiddetto paranco differenziale sono invece presenti due carrucole fisse aventi due raggi diversi e una carrucola mobile più vicina al carico da sollevare.
Il polispasto è un tipo di grosso paranco, che funziona in modo simile ma presenta una diversa disposizione delle carrucole, in serie anziché in parallelo.
Si distingue inoltre tra paranco a tiro diretto e paranco a tiro indiretto a seconda che la forza sia applicata rispettivamente nello stesso verso di spostamento del carico o nel verso opposto.

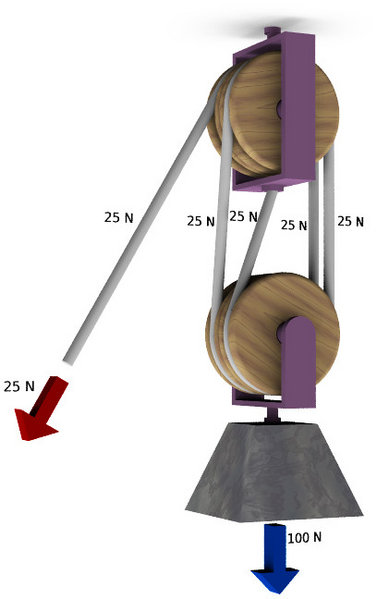
Schema delle forze in un paranco semplice a tiro indiretto
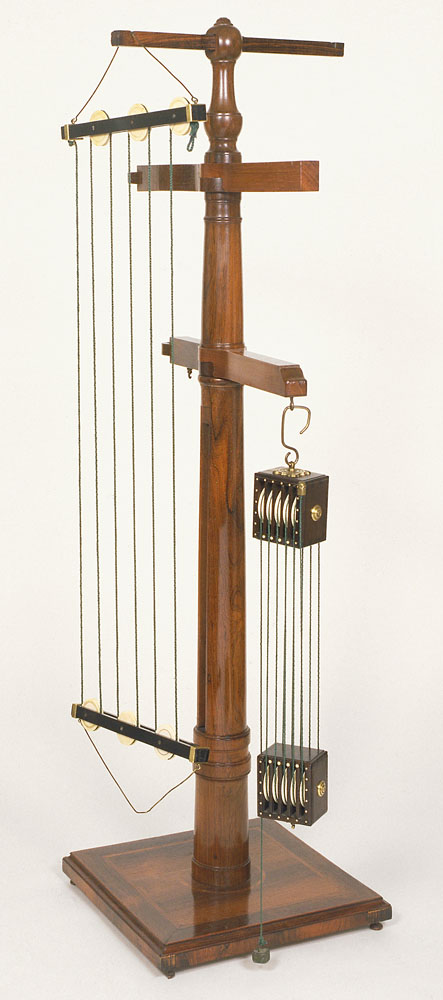
Sostegno con paranco (destra) e polispasto (sinistra) al Museo Galileo di Firenze.

## Applicazioni
I paranchi trovano largo impiego nell'ambito nautico, per il movimento delle vele o per le operazioni di carico e scarico nel molo.

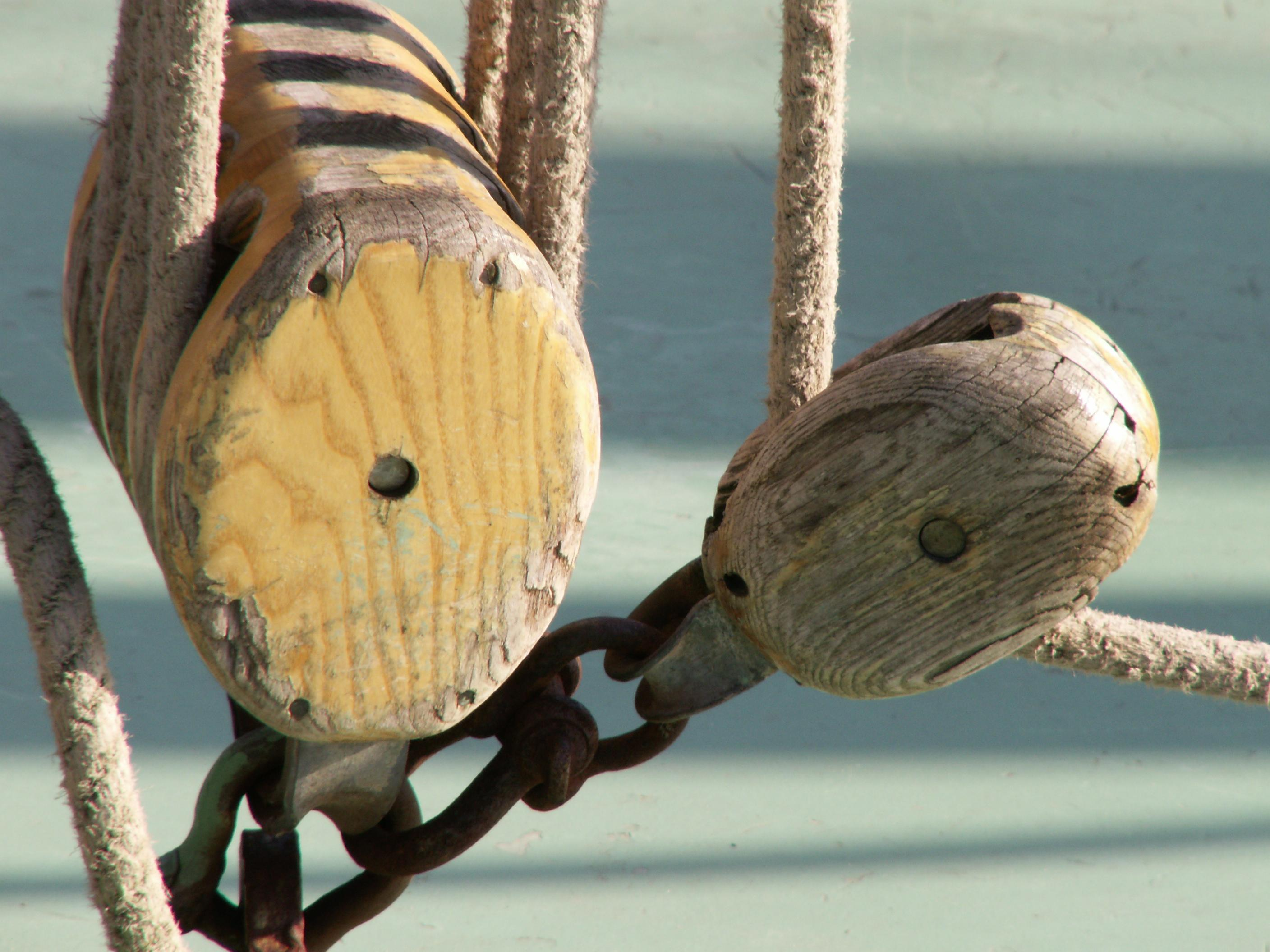
Dettaglio di un paranco in legno su una barca a vela
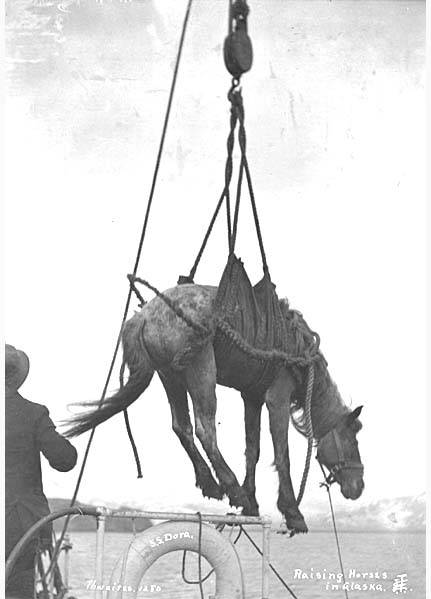
Carico di un cavallo sul ponte di un piroscafo
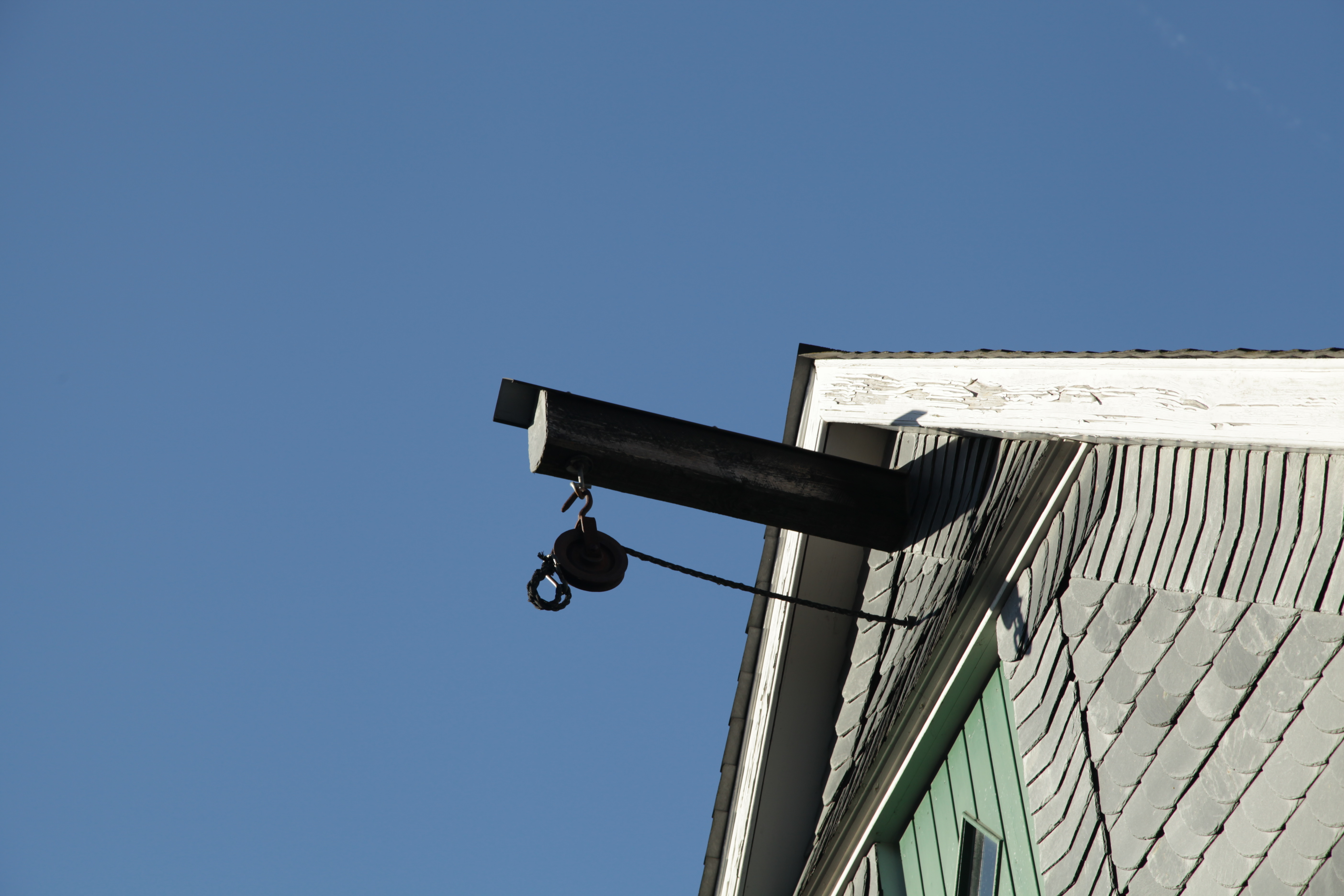
Installazione di un paranco su un edificio